# Andrei Rațiu
Andrei Florin Rațiu (Aiud, 20 de junio de 1998) es un futbolista rumano. Juega de defensa y su equipo es el Rayo Vallecano de la Primera División de España.

## Trayectoria
Nacido en Aiud, Rațiu migró con su familia a la ciudad de Teruel en Aragón, España, a los seis años de edad. Entró a las inferiores del Villarreal C. F. proveniente del Andorra F. C., y debutó con el equipo C del club el 20 de agosto de 2016, como suplente en el empate 2-2 ante la U. D. Alzira en la Tercera División.
Tras consolidarse en el equipo C, debutó con el Villarreal C. F. "B" el 17 de diciembre de 2017, como sustituto de Darío Poveda en la victoria de local por 3-2 sobre la S. C. R. Peña Deportiva en la Segunda División B. Fue promovido permanentemente al equipo B en agosto de 2018. Debutó con el primer equipo del Villarreal el 18 de abril del año siguiente, como titular en la derrota por 0-2 ante el Valencia C. F. en la Liga Europa.
Fue enviado a préstamo al ADO La Haya de la Eredivisie para la temporada 2020-21.
En agosto de 2021 fichó por tres temporadas por la S. D. Huesca. Al inicio de la tercera, y tras más de 70 partidos disputados, se fue traspasado al Rayo Vallecano.

## Selección nacional
Fue internacional en categorías inferiores por Rumania. El 2 de septiembre de 2021 debutó con la absoluta en un partido de clasificación para el Mundial 2022 ante Islandia.

### Participaciones en Eurocopas
| Copa          | Sede     | Resultado        | Partidos | Goles |
| ------------- | -------- | ---------------- | -------- | ----- |
| Eurocopa 2024 | Alemania | Octavos de final | 4        | 0     |

## Estadísticas
Actualizado al último partido disputado el 24 de mayo de 2025.
| Club | Div.          | Temporada     | Liga  | Liga  | Copas nacionales(1) | Copas nacionales(1) | Copas internacionales(2) | Copas internacionales(2) | Total | Total |
| Club | Div.          | Temporada     | Part. | Goles | Part.               | Goles               | Part.                    | Goles                    | Part. | Goles |
| --- | ------------- | ------------- | ----- | ----- | ------------------- | ------------------- | ------------------------ | ------------------------ | ----- | ----- |
| Villarreal C. F. "B" · España                                                                                    | 2.ª B         | 2017-18       | 1     | 0     | ―                   | ―                   | ―                        | ―                        | 1     | 0     |
| Villarreal C. F. "B" · España                                                                                    | 2.ª B         | 2018-19       | 30    | 1     | ―                   | ―                   | ―                        | ―                        | 30    | 1     |
| Villarreal C. F. · España                                                                                        | 1.ª           | 2018-19       | 0     | 0     | 0                   | 0                   | 1                        | 0                        | 1     | 0     |
| Villarreal C. F. · España                                                                                        | Total club    | Total club    | 0     | 0     | 0                   | 0                   | 1                        | 0                        | 1     | 0     |
| Villarreal C. F. "B" · España                                                                                    | 2.ª B         | 2019-20       | 21    | 0     | ―                   | ―                   | ―                        | ―                        | 21    | 0     |
| ADO La Haya · Países Bajos                                                                                       | 1.ª           | 2020-21       | 10    | 0     | 2                   | 0                   | ―                        | ―                        | 12    | 0     |
| ADO La Haya · Países Bajos                                                                                       | Total club    | Total club    | 10    | 0     | 2                   | 0                   | 0                        | 0                        | 12    | 0     |
| Villarreal C. F. "B" · España                                                                                    | 2.ª B         | 2020-21       | 8     | 0     | ―                   | ―                   | ―                        | ―                        | 8     | 0     |
| Villarreal C. F. "B" · España                                                                                    | Total club    | Total club    | 60    | 1     | 0                   | 0                   | 0                        | 0                        | 60    | 1     |
| S. D. Huesca · España                                                                                            | 2.ª           | 2021-22       | 34    | 1     | 0                   | 0                   | ―                        | ―                        | 34    | 1     |
| S. D. Huesca · España                                                                                            | 2.ª           | 2022-23       | 38    | 2     | 1                   | 0                   | ―                        | ―                        | 39    | 2     |
| S. D. Huesca · España                                                                                            | Total club    | Total club    | 72    | 3     | 1                   | 0                   | 0                        | 0                        | 73    | 3     |
| Rayo Vallecano · España                                                                                          | 1.ª           | 2023-24       | 12    | 0     | 4                   | 1                   | ―                        | ―                        | 16    | 1     |
| Rayo Vallecano · España                                                                                          | 1.ª           | 2024-25       | 35    | 2     | 1                   | 0                   | ―                        | ―                        | 36    | 2     |
| Rayo Vallecano · España                                                                                          | Total club    | Total club    | 47    | 2     | 5                   | 1                   | 0                        | 0                        | 52    | 3     |
| Total carrera | Total carrera | Total carrera | 189   | 6     | 8                   | 1                   | 1                        | 0                        | 198   | 7     |
| (1) Incluye datos de la Copa de los Países Bajos y Copa del Rey. (2) Incluye datos de la Liga Europa de la UEFA. |               |               |       |       |                     |                     |                          |                          |       |       |